# 佐野賢一
佐野 賢一（さの けんいち、1972年3月22日 - ）は、日本の俳優である。
大阪府出身。体重68kg、靴のサイズ26.0cm。血液型O型。趣味は釣り。特技はボクシング。

## 出演

### 映画
- 新宿の面-紅蓮の男・Shinjuku愚連隊-　東映　1997年
- 四月物語　岩井俊二監督　1998年
- MONDAY　警察官役　2000年
- ekiden 駅伝　スリ役　2000年
- 冷静と情熱のあいだ　竹野内豊さんの大学時代の同級生役　2001年

### ドラマ
- はみだし刑事情熱系　テレビ朝日
- 代紋TAKE2　日本テレビ
- 世にも奇妙な物語-ゴリラ-　フジテレビ　1996年
- 東京23区〜八王子市の女〜　フジテレビ　1996年
- 3番テーブルの客　第12話　フジテレビ　1996年1月13日
- 負けぬが勝　レギュラー　NHK-BS　1997年
- 成田離婚　フジテレビ　1997年
- 愛しすぎなくてよかった　テレビ朝日　1998年
- オーバータイム　第1話　フジテレビ　1999年
- らぶ・ちゃっと〜逃亡ゲーム〜　フジテレビ　2000年
- 貯まる女　第1話　テレビ東京　2000年
- 神様のいたずら　第7話　フジテレビ　2000年
- 明日があるさ　最終話　トアールボトリング社員役　日本テレビ　2001年
- フレーフレー人生!　第4話　教師役　日本テレビ　2001年
- 非婚家族　第3話　フジテレビ　2001年
- 金曜エンタテイメント　黒い10人の女　市川崑監督作品　フジテレビ　2002年
- 恋するトップレディ　ドライバー役　フジテレビ　2002年
- 天才柳沢教授の生活　最終回　新郎役　フジテレビ　2002年
- 美女か野獣　第5話　取材記者役　フジテレビ　2003年
- 人間の証明　第1・2話　フジテレビ　2004年
- 金曜エンタテイメント　熱血シングル・ファザー〜新聞記者・新庄圭吾の事件ファイル〜　フジテレビ　2004年
- 海猿　第11話　フジテレビ　2005年
- 金曜エンタテイメント　「ずっと逢いたかった」　フジテレビ　2005年
- 金曜エンタテイメント・熱血シングル・ファザー2〜新聞記者・新庄圭吾の事件ファイル〜　フジテレビ　2005年
- 危険なアネキ　第6話　フジテレビ　2005年
- 山田太一ドラマスペシャル 終戦60年特別企画「終わりに見た街」　テレビ朝日　2006年
- Ns'あおい　第10・11話　フジテレビ　2006年
- 金曜ナイトドラマ・てるてるあした　テレビ朝日　第1話　2006年
- 不信のとき〜ウーマン・ウォーズ〜　レギュラー　フジテレビ　2006年
- 明智光秀〜神に愛されなかった男〜　フジテレビ　2007年
- 月曜ゴールデン「財務捜査官・雨宮瑠璃子5」 TBS　2009年11月9日

### テレビ
- 全国制覇バラエティ ジパング大決戦-ドラゴンボート-　TBS
- ナイトパブリシティ-デジキューブ-　日本テレビ
- ラバァーズコンチェルト　テレビ朝日
- ザ・ジャッジ! 〜得する法律ファイル　志村けんさんの若いころの役　フジテレビ　2002年
  - ザ・ジャッジ　パソコンが壊れ卒論を失い卒業できなかった受験生役　フジテレビ　2003年

### CM
- 日本マクドナルド　かるびマック　1998年6月
- 日本製粉　オーマイ天ぷら粉　1999年4月
- 大正製薬　大正漢方胃腸薬　1998年 - 2000年
- NTT　企業CM「防災センター」　1999年
- アメリカンファミリー　MAX　1999年9月 - 2000年3月
- NTTコミュニケーションズ　OCN PCパック〜告白編〜　2000年3月 - 9月
  - VIGNETTE　2003年1月〜5月
- 参天製薬　サンテピュア・アイエッセンス〜プールサイド編〜　2000年5月 - 2001年3月
- ヤクルト　新ヤクルトタフマン　伊東四朗と共演　2000年6月 - 8月
- 兼六土地建物　2000年10月〜2002年10月
- サントリー　モルツ〜Wキャンペーンデモンストレーション篇〜　渡部篤郎、本上まなみらと共演　2001年3月 - 6月
- あいおい損保　酒屋篇　2001年4月 - 6月
- 東京電話　セール篇　2001年6月 - 9月
- ポッカ　猪木・コンビニ篇　2002年10月 - 12月
- ダイナム　お待ちしますよ！編/お忘れですよ！編/あたりまえのサービス編　2003年8月 - 2004年7月
- アサヒ飲料　WANDA モーニングショット 〜365朝〜編　2003年10月 - 11月
- ほっかほっか亭　ジューシーもも肉のチキン南蛮弁当デラックス　2004年8月 - 9月
- オートバックスセブン　夏祭りタイヤ〜ユースケ課長篇〜　2005年7月 - 9月
- 三菱東京UFJ銀行　7大疾病保障付住宅ローン（新築モデル）編　波多雅子、廣岡建厚、小俣絵里佳 らと共演　2006年

### 舞台
- 堀部圭亮A・LIVE　1996年
- 舞台役者症候群像　上杉祥三作、演出　1997年4月
- 東亜悲恋　東京2001年10月11日 - 10月28日　大阪11月4日 - 11月11日
- トンカツロック　東京2002年4月6日 - 4月28日　大阪5月4日 - 5月20日　福岡県5月24日 - 5月26日
- 東亜悲恋（再演）　東京2002年6月1日 - 6月7日　埼玉県7月5日 - 7月7日　韓国7月19日 - 7月21日
- フォーティンブラス　東京2003年2月20日 - 3月11日　大阪3月17日 - 3月23日
- ワンダフルボーイ　中野ザポケット　2003年12月

### Vシネマ
- 不動